# قاضی شارع
قاضی شارع یا قاضی شارح یکی از شخصیت‌های اصلی مجموعه تلویزیونی سربداران با بازی علی نصیریان بود که در سال‌های ۶۳–۱۳۶۲ برای اولین بار از شبکه یک سیمای جمهوری اسلامی ایران پخش شد.این شخصیت از لحاظ تاریخی وجود خارجی نداشته و فقط نماینده یک جریان در طول تاریخ می باشد.
قاضی شارع، عالم دینی و قاضی‌القضات شهر سبزوار بود که از طرف ایلخانان مغول به این سمت منصوب شده بود و در راستای اهداف آنان احکام را صادر می‌کرد.
وی سخن‌وری توانا بود که با ملایمت و لحنی شیرین، اصول و فروع دین اسلام را به نفع حکام مغول برای مردم تفسیر می‌کرد و آنان را به آرامش و سکوت در برابر اعمال متجاوزان فرا می‌خواند و عقیده داشت چون رضای خداوند در خونریزی نیست، پس نباید در برابر ظلم مغولان کاری کرد تا مبادا خونی جاری نشود و همواره صلح و سازش را توصیه می‌کرد.

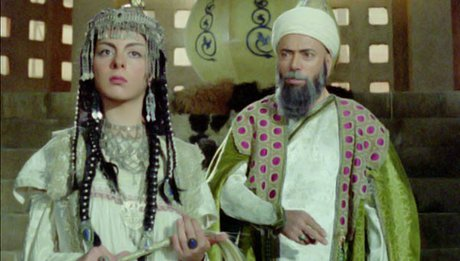
قاضی شارح (با بازی علی نصیریان، راست) در کنار ترکان‌خاتون (با بازی افسانه بایگان،چپ)

در یکی از دیالوگ‌های قاضی شارع که در بین مردم ماندگار شد، ایلخان در خصوص موردی می‌پرسد: شرع برای این موضوع چه حکمی دارد؟ و قاضی می‌گوید: تا شما را چه خوش آید؟ شرعیات آنقدر فرعیات دارد که هر آنچه ما بگوییم عوام قبول می‌کنند.